# 早川敦子 (英文学者)
早川 敦子（はやかわ あつこ、1960年 - ）は、日本の英文学者、津田塾大学教授。

## 人物
1982年津田塾大学英文科卒。1990年同大学院博士課程満期退学。エディンバラ大学で社会学修士。オックスフォード大学に学ぶ。1990年津田塾大学芸学部専任講師、1995年助教授、2008年教授。
英国児童文学、ナチスなどについて研究、翻訳を行う。

## 著書
- 『世界文学を継ぐ者たち-翻訳家の窓辺から』集英社新書、2012
- 『吉永小百合、オックスフォード大学で原爆詩を読む』集英社新書、2012
- 『翻訳論とは何か―翻訳が拓く新たな世紀』彩流社 2013

### 共編著・監修
- 『歴史との対話 十人の声』神宮輝夫共監修　近代文藝社　2002
- 『「終わり」への遡行 ポストコロニアリズムの歴史と使命』秦邦生,中井亜佐子,富山太佳夫,溝口昭子共編著 英宝社 2012

### 翻訳
- エリナー・ファージョン『想い出のエドワード・トマス 最後の4年間』白水社　1993
- ローズマリー・サトクリフ『はるかスコットランドの丘を越えて』ほるぷ出版　1994
- A・A・ミルン『こどもの情景』パピルス　1996
- アーヴィン・ウェルシュ『マラボゥストーク』アンナ・ピンスキー共訳　スリーエーネットワーク　1997
- ブライアン・シブリー『クマのプーさんの世界』岩波書店　2003
- エレン・チェスラー『マーガレット・サンガー 嵐を駆けぬけた女性』監訳  日本評論社　2003
- ハロルド・ジョーンズ『うさぎのぴょんのクリスマス』徳間書店　2004
- エリック・ヒューフェル絵 リュート・ファン・デア・ロール, メンノ・メッツェラー文『マンガで学ぶナチスの時代』汐文社 2009
- エヴァ・ホフマン『記憶を和解のために 第二世代に託されたホロコーストの遺産』みすず書房　2011
- ロジャー・パルバース『驚くべき日本語』 (知のトレッキング叢書) 集英社インターナショナル, 2014　集英社文庫、2020
- エミリー・R. グロッショルツ『こどもの時間』クルミド出版, 2015
- マイケル・ボンド 文, エミリー・サットン 絵『人形の家にすんでいたネズミ一家のおはなし』徳間書店, 2016
  - －－－『人形の家にすんでいたネズミ一家のおるすばん』徳間書店, 2019
- 『子どもの本がつなぐ希望の世界 イェラ・レップマンの平和への願い』日本国際児童図書評議会40周年記念出版委員会編,板東悠美子共監修. 彩流社, 2016
- エヴァ・ホフマン『希望の鎮魂歌(レクイエム) :ホロコースト第二世代が訪れた広島、長崎、福島』編訳. 岩波書店, 2017

## 参考
- J-GLOBAL　研究者情報:
- 紀伊國屋ブックウェブ: